# Yakushima
Yakushima (屋 久 島?), és una de les illes Osumi pertanyents a la Prefectura de Kagoshima, al Japó. Està inscrita a la llista del Patrimoni de la Humanitat de la UNESCO des del 1993.
L'illa de 504,88 km² de superfície, té una població de 13,178. L'accés a l'illa és per ferri hidroplà (7 o 8 vegades al dia des de Kagoshima), ferri lent (una o dues vegades al dia des de Kagoshima), o per via aèria a l'aeroport de Yakushima (5 vegades al dia des de Kagoshima, un cop al dia de Fukuoka i un cop al dia des d'Osaka). Administrativament, l'illa sencera és la ciutat de Yakushima. La ciutat també serveix veïna Kuchinoerabujima. La major part de l'illa està dins dels límits del Parc Nacional de Kirishima-Yaku.